# Авианосцы типа «Маджестик»
Тип «Маджестик» (англ. Majestic class) — серия британских лёгких авианосцев периода Второй мировой войны. Были созданы на основе строившихся ранее авианосцев типа «Колоссус» и отличались от них в основном усиленной конструкцией палубы для возможности обслуживания более тяжёлых самолётов, и сокращённым запасом авиационного топлива. Всего было заложено шесть авианосцев типа «Маджестик», но ни один из них не был закончен постройкой до конца войны. После окончания войны, работы по ним замедлились и в конце концов четыре из них ещё до окончания постройки были проданы другим странам Британского содружества: два — Австралии, по одному — Канаде и Индии. Ещё один корабль этого типа не был достроен, а единственный, формально завершённый для КВМС Великобритании, находился в ВМС Канады с 1946 по 1957 год, а всё остальное время находился в резерве. Сняты с вооружения авианосцы типа «Маджестик» в большинстве своём были в 1970-х — 1980-х годах, однако «Викрант» оставался на вооружении Индии до 1997 года.

## Представители
| Название                                 | Номер      | Судоверфь                   | Закладка        | Спуск на воду    | Вступление в строй                | Судьба                                                     |
| ---------------------------------------- | ---------- | --------------------------- | --------------- | ---------------- | --------------------------------- | ---------------------------------------------------------- |
| Маджестик Majestic Мельбурн Melbourne    | R77 R21    | «Виккерс-Армстронг», Бэрроу | 15 апреля 1943  | 28 февраля 1945  | 8 ноября 1955                     | продан Австралии в 1949, выведен и пущен на слом в 1985    |
| Геркулес Hercules Викрант विक्रान्‍त           | R49        | «Виккерс-Армстронг», Тайн   | 12 октября 1943 | 22 сентября 1945 | 4 марта 1961                      | продан Индии в 1957, выведен в 1997, музейный корабль      |
| Левиафан Leviathan                       | R97        | Swan Hunter                 | 18 октября 1943 | 7 июня 1945      | не достроен, пущен на слом в 1968 | не достроен, пущен на слом в 1968                          |
| Магнифисент Magnificent                  | CVL-21     | Harland & Wolf              | 29 июля 1943    | 16 ноября 1944   | 21 мая 1948                       | передан Канаде в 1946—1957, выведен и пущен на слом в 1965 |
| Пауэрфул Powerful Бонавентюр Bonaventure | R95 CVL-22 | Harland & Wolf              | 27 ноября 1943  | 27 февраля 1945  | 17 января 1957                    | продан Канаде в 1952, выведен и пущен на слом в 1971       |
| Террибл Terrible Сидней Sydney           | R93 R17    | Девонпорт                   | 19 апреля 1943  | 30 сентября 1944 | 5 февраля 1949                    | продан Австралии в 1948, выведен и пущен на слом в 1976    |